# 甜根子草
甜根子草（学名：。又名割手密、小巴茅）为禾本科甘蔗属下的一个种。原產於印度，它和甘蔗一樣，會把糖分儲存在莖裡，莖的基部嚐起來略帶甜味，所以稱作甜根子草。多年生草本植物，可长至3米高。

## 生態
甜根子草為禾本科多年生草本植物，原产印度。它喜歡河邊的環境，總是一大片長在一起。由于其能在扰动土中快速生长繁殖，使得其成为许多耕地及牧草地的入侵物种。
在如尼泊尔奇特旺国家公园等喜马拉雅山南麓的生态区，甜根子草会在每年雨季的洪水后迅速生长繁殖，占据低洼的泛滥平原，形成几乎纯的甜根子草群落。
在台灣的開闊的河床與砂質的土地上，在9月中秋節前後可看到一整片開白色花的甜根子草，果熟時帶白毛傳播，常被誤以為是芒草或蘆葦。到了冬季，一大片甜根子草會轉為枯黃。

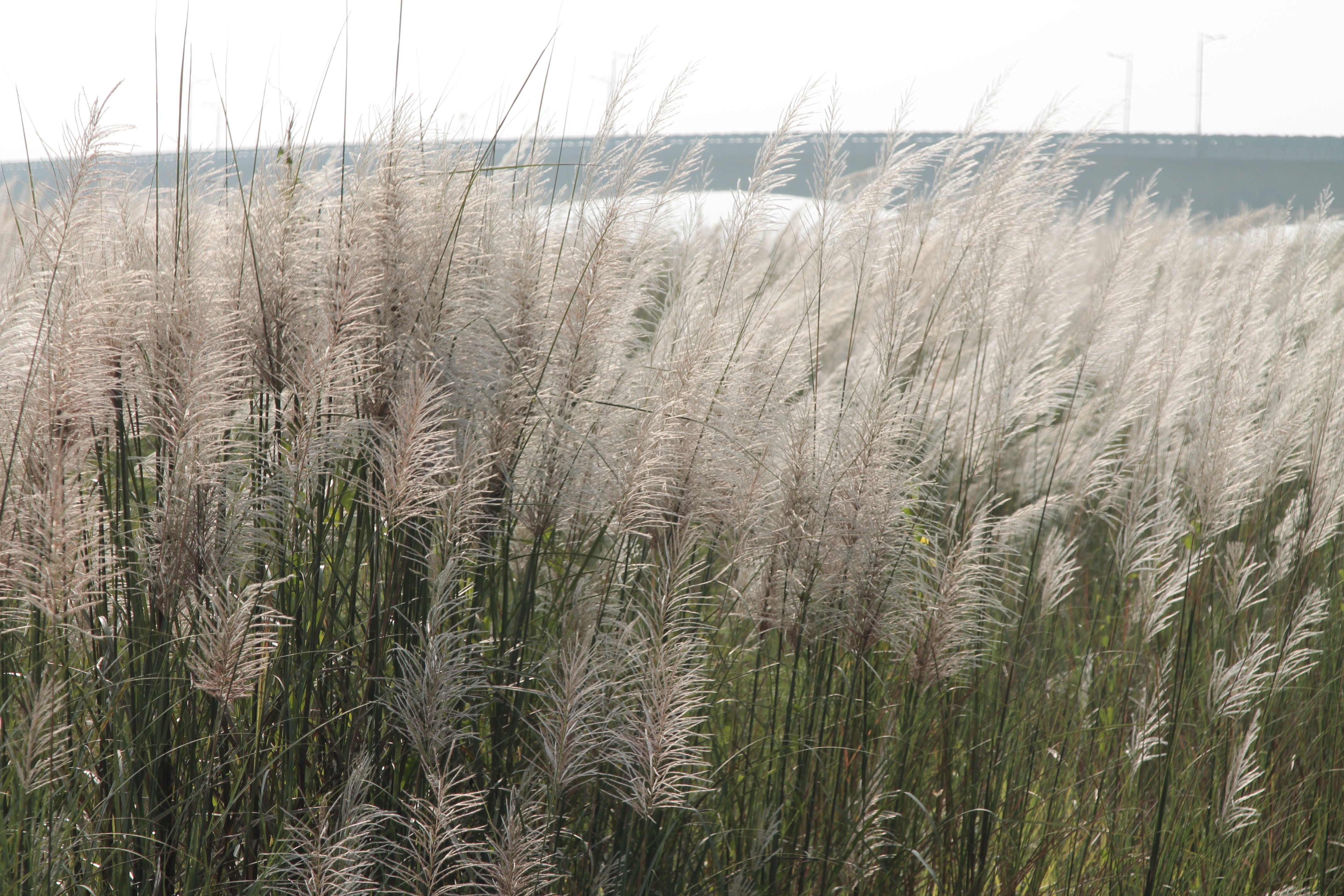
台灣曾文溪畔的甜根子草

## 形態
莖：草本，地下莖發達，稈高約 100~180 公分，莖稈直立，節下有白粉，嫩稍及節上密生白毛，為鬚根系。
葉：單葉，葉長 40~60 公分，寬 0.4~0.8 公分，長細線形，細鋸齒狀，灰綠紙質，冬季略枯黃，葉緣銳利；葉舌長約 0.2 公分，被短纖毛。
花：花頂生，花序為圓錐花序，長可達 25 公分，分枝直立；小穗軸與柄均纖細，被毛；小穗長 0.3~0.5 公分，成對，披針形，下半部暗褐色，上半部銳尖，白色，穗節被毛，毛比小穗長；穎宿存，先端銳尖，基部革質，上部呈膜質；外穎長 0.3~0.5 公分，邊緣被纖毛，具 2 條稜脊；內穎較外穎小，舟形，邊緣被毛，具 1 條稜脊；外稃膜質；下位外稃長約 0.3 公分，長橢圓形，頂端撕裂狀，邊緣被纖毛，脈不明顯，下位內稃不存在；上位外稃長約 0.3 公分，線狀長橢圓形，先端銳尖，呈撕裂狀，上位內稃長約 0.1 公分，膜質，上部邊緣呈撕裂狀；花色銀白至黃；白花期 7~11 月。
果實：果實為穎果，成熟時為褐色，長約 0.15 公分，果實上有又長又雪白的絲狀毛，果穗因而呈現銀白色。果熟期 8~11 月，果熟時帶白毛傳播。

## 用途
在印度，甜根子草形成的草地为印度犀牛的重要栖息地。在尼泊尔，甜根子草被收割作为茅草屋的屋顶或菜园的栅栏。

## 扩展阅读
- 維基物種上的相關：甜根子草